# Решетник, Владимир Николаевич
Владимир Николаевич Решетник (укр. Володимир Миколайович Решетник, род. 1977) — украинский астрофизик, доцент кафедры астрономии и физики космоса Киевского национального университета имени Тараса Шевченко, один из главных организаторов всеукраинских астрономических олимпиад для школьников и студентов.

## Биография
В 1996—2001 годах обучался на кафедре астрономии и физики космоса физического факультета Киевского национального университета имени Тараса Шевченко по специальности «астрономия». В 2004 году окончил аспирантуру. В 2006 году защитил кандидатскую диссертацию на тему «Реакция магнитосферы Земли на перестройку гелиосферного магнитного поля».
После окончания университета работал ассистентом кафедры астрономии и физики космоса, с 2004 года — преподаватель кафедры.
Основными направлениями научной работы Решетника являются: физика тел Солнечной системы, астрофотометрия, физика межпланетной среды.

## Олимпиады
Внёс значительный вклад в организацию и проведение всеукраинских олимпиад по астрономии и астрофизике.

## Научные работы
- Reshetnyk V., Agapitov O., Shastun V., Solar Wind Inhomogeneous On The Earth Orbit.- P.42-49, in “Space Research in Ukraine 2008-2010”, eds.: O. Fedorov, Kyiv: “Academperiodica” NAS of Ukraine, 2011, 120 p.
- Дослідження фотометричної системи київського інтериет-телескопа/В. М. Андрук, В. М. Решетник, Я. О. Романюк, В. В. Клещонок, I. В. Хатько, А. І. Яценко, В. С. Самойлов//КИНЕМАТИКА И ФИЗИКА НЕБЕСНЫХ ТЕЛ, том 28, №6, 2012.-С.58-68
- Ivanova O. V., Dlugach J. M., Afanasiev V. L., Reshetnyk V. M., Korsun P. P. (2015). CCD polarimetry of distant comets C/2010 S1 (LINEAR) and C/2010 R1 (LINEAR) at the 6-m telescope of the SAO RAS. Planet. Space Sci., vol. 118, p. 199-210.
- Ivanova O., Neslusan L., Seman-Krisandova Z., Svoren J., Korsun P., Afanasiev V., Reshetnyk V., Andreev M. (2015). Observations of comets C/2007 D1 (LINEAR), C/2007 D3 (LINEAR), C/2010 G3 (WISE), C/2010 S1 (LINEAR), and C/2012 K6 (McNaught) at large heliocentric distances. Icarus, vol. 258, p. 28-36